# Niego (departamento)
Niego é um departamento ou comuna da província de Ioba no Burkina Faso. A sua capital é Niego.
Em 1 de julho de 2018 tinha uma população estimada em 12221 habitantes.